# James Price (1761-1805)
 Der er flere personer med dette navn, se James Price.
James Price (31. oktober 1761 i London – 25. februar 1805 i København) var en engelsk-dansk artist.
Price der hørte til en engelsk gymnastikerfamilie, begyndte sin virksomhed i Danmark med gymnastiske forestillinger på «Bakken» i Dyrehaven i sommeren 1795; de følgende år optrådte han med sin hustru og sine børn også i de danske provinser og i Norge, indtil han, der havde erhvervet sig borgerret i København, efter at have givet forestillinger på Det Kongelige Teater, i sommeren 1801 slog sig ned på Vesterbro med sit «lille danske Kunstnerselskab», som han kaldte det i modsætning til konkurrenterne Antonio Cetti og Pasquale Casortis "store italienske Selskab"; det følgende år kunde Price åbne "et rummeligt, med indvendige Dekorationer forsynet Komediehus, kaldet "det danske National-Sommertheater"", og hen på sommeren engagerede han Giuseppe Casorti, der indførte de italienske Pantomimer på det Priceske Theater.
Price døde i februar eller marts 1805, Han havde lige nået at få succes med teatret, da han kom uheldigt af dage under indtagelsen af en bedre middag på Hotel D’Angleterre. Kvalt i et kyllingelår. 
Prices enke, Hanne f. Tott, overtog efter hans død ledelsen af theatret, først alene, senere i forening med Frantz Joseph Kuhn (1783-1832), som hun i 1810 ægtede; under deres direktion flyttede selskabet ind i et nyt og bedre teater på Vesterbrogade: Morskabstheatret. Teatrets repertoire omfattede
både linedans, styrkeløft, pantomime, varieté og fremvisning af vilde dyr. Efter hendes død (15. august 1826) ledede Kuhn selskabet og førte det 1831 til Rusland; tre år efter vendte det tilbage til København under direktion af «Brødrene Price». Disse var James Prices sønner: James Price d. y. (1801-1865) og Johan Adolph Price; James Price d. y., der spillede Cassander i pantomimerne, var fra 1830 gift med selskabets Columbine, Rosetta (kaldet Rosa) Caroline født Lewin (1810-1887), og blev i dette ægteskab fader til datteren Amalie Price, senere Hagen, og sønnerne Julius Price (1833-1893) og Carl Price (1839-1909).
Han er begravet på Frederiksberg Ældre Kirkegård.